# 内卡河畔文德林根
内卡河畔文德林根（德語：Wendlingen am Neckar，發音：[ˈvɛndlɪŋən ʔam ˈnɛkaʁ]）是德国巴登-符腾堡州斯图加特行政区埃斯林根县的城市，面积12.15平方千米，2023年12月31日人口为16,159人。